# Wołowiec (Tatry)

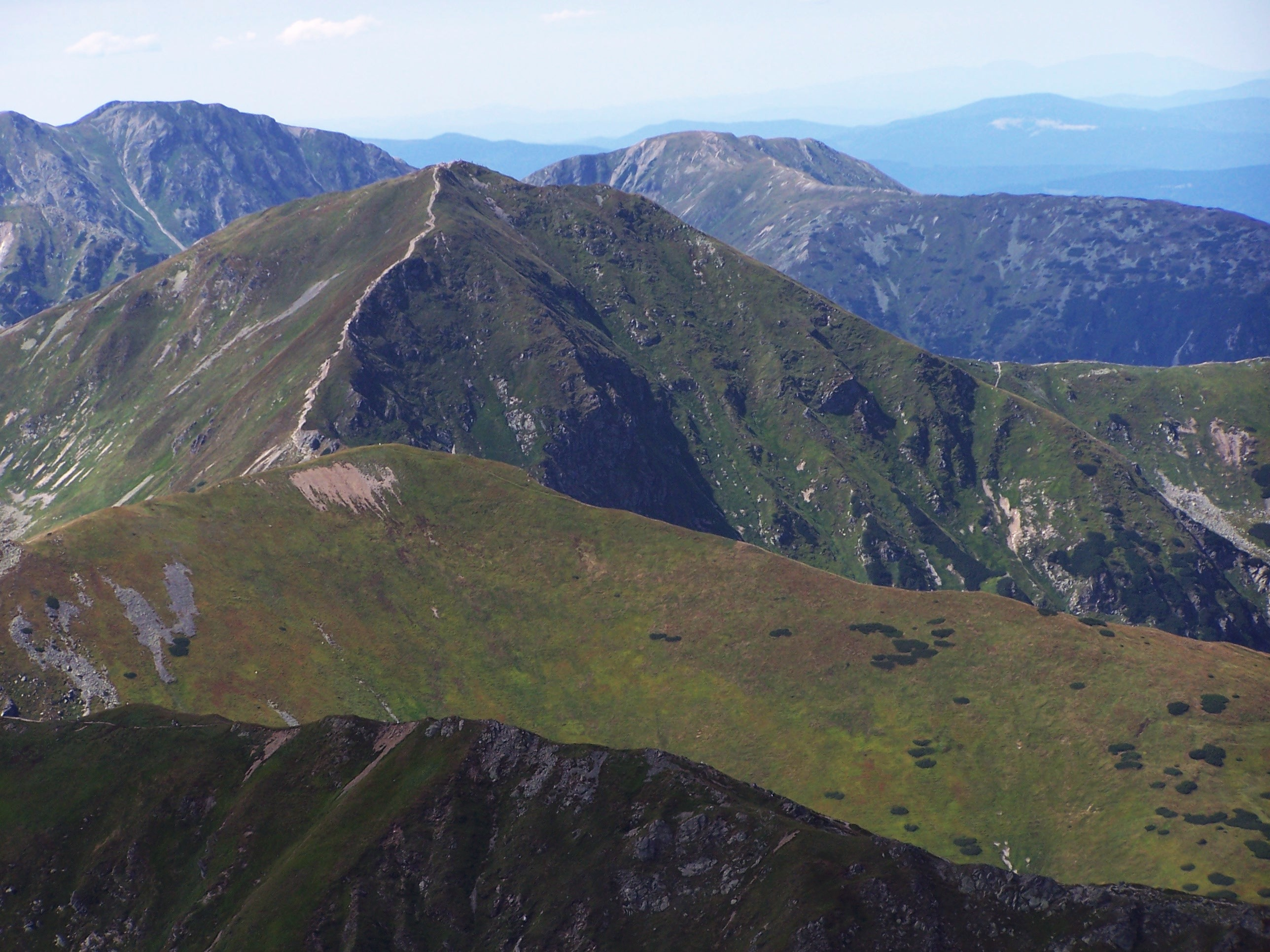
Wołowiec. Widok ze Starorobociańskiego Wierchu

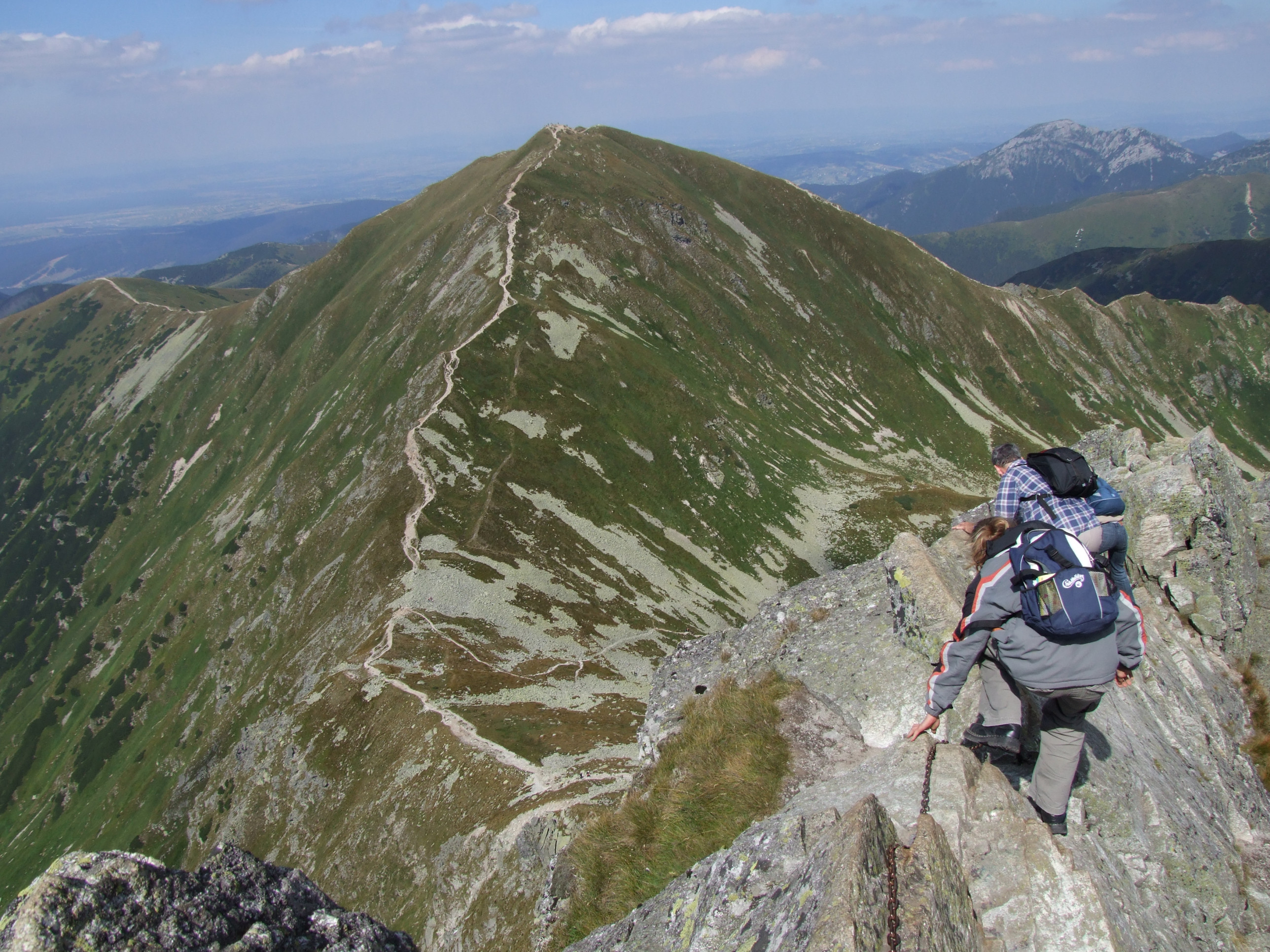
Wołowiec, widok z Ostrego Rohacza

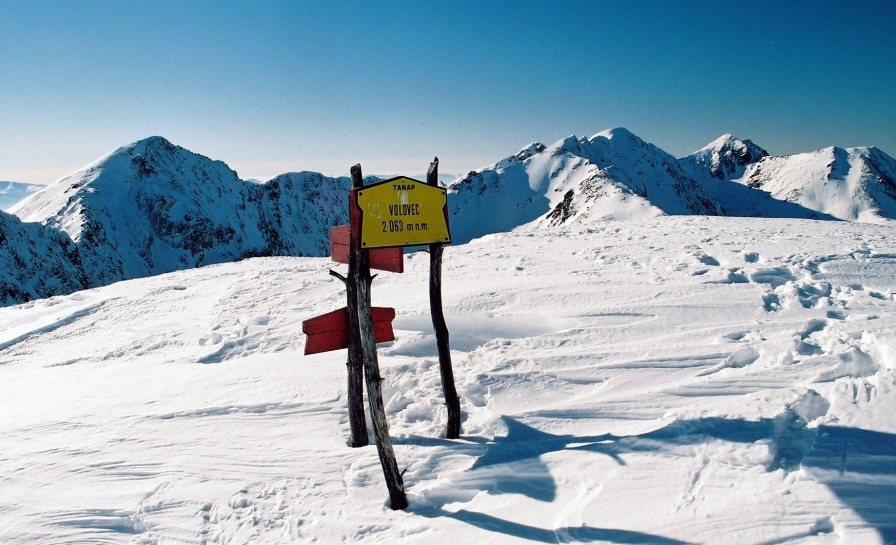
Na szczycie Wołowca. W tle Rohacze

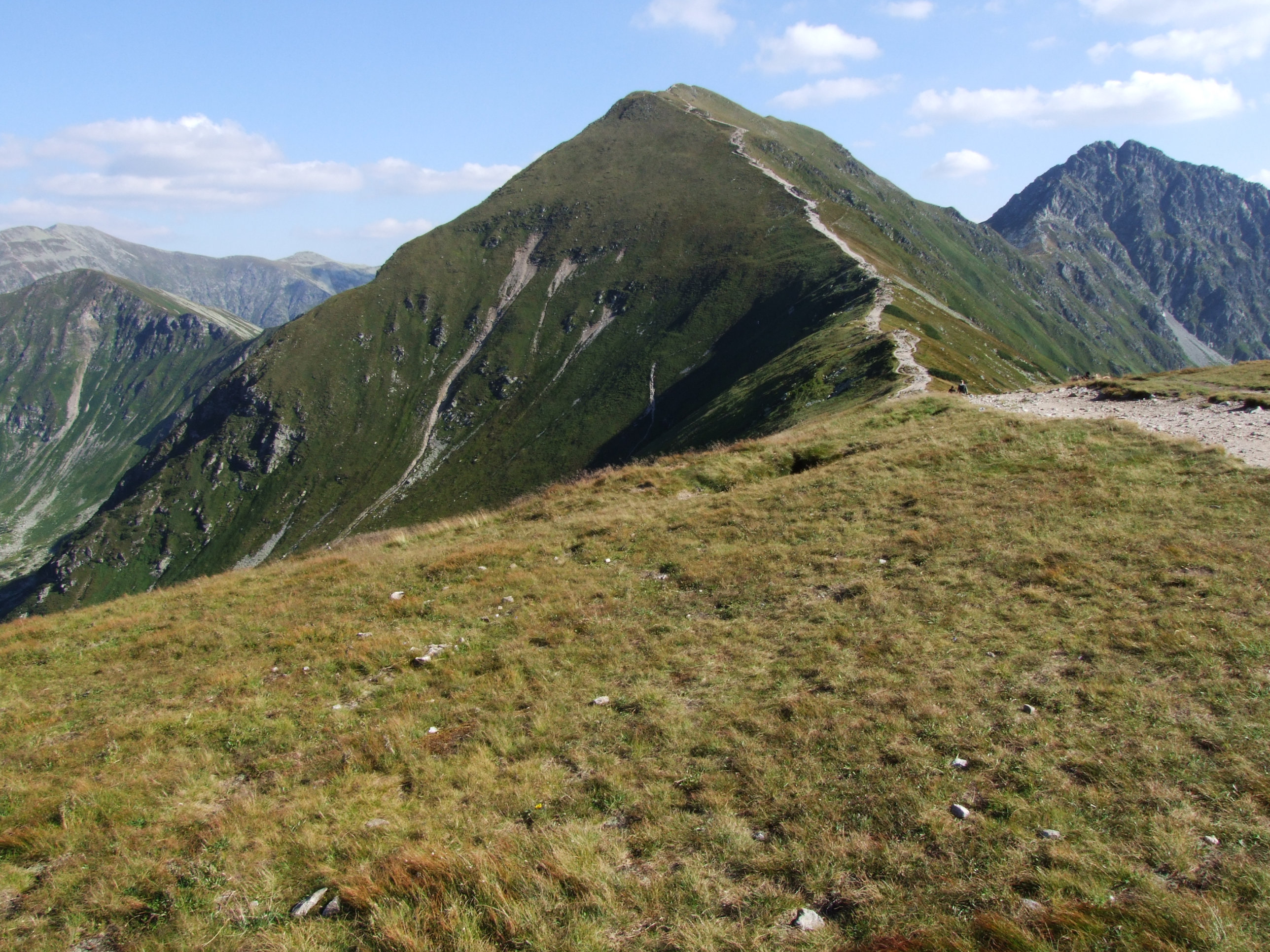
Wołowiec, widok z Rakonia

Wołowiec (słow. Volovec) – szczyt w Tatrach Zachodnich o wysokości 2063 m n.p.m. (według niektórych wcześniejszych pomiarów 2064 m).

## Topografia
Wołowiec jest zwornikiem dla trzech grani: od wschodu grani głównej z Jarząbczym Wierchem i Łopatą, od południowej strony grani głównej z Rohaczami oraz biegnącej w północnym kierunku bocznej północnej grani Wołowca przez Rakoń i Grzesia do Bobrowca. Ten jeden z najwyższych szczytów polskiej części Tatr Zachodnich wznosi się nad dolinami: Chochołowską, Rohacką i Jamnicką. Od Rohacza Ostrego oddziela go Jamnicka Przełęcz (1911 m), od Łopaty Dziurawa Przełęcz (1836 m), od Rakonia przełęcz Zawracie (1863 m).

## Opis
Kopulasty masyw zbudowany z silnie zdeformowanych skał metamorficznych (alaskity i mylonity) został w plejstocenie podcięty z trzech stron przez lodowiec. Stale przebywają na nim kozice, a piarżyska po północnej stronie szczytu zamieszkują świstaki. Wysokość szczytu dokładnie zmierzono już w 1820 r., a sam szczyt był ważnym punktem triangulacyjnym. Dawniej na stokach Wołowca prowadzono wypas. Stoki położone na polskiej stronie wchodziły w skład Hali Chochołowskiej. Z rzadkich w Polsce gatunków roślin stwierdzono występowanie takich gatunków, jak: mietlica alpejska, saussurea wielkogłowa, turzyca Lachenala, ukwap karpacki, wierzba szwajcarska, przymiotno węgierskie.
Z dość obszernego i płaskiego wierzchołka roztacza się bardzo rozległy widok. Janusz Chmielowski w 1898 pisał: „Widok ze szczytu Wołowca jest nadzwyczaj interesujący (...), ku południowemu zachodowi wachlarzowato rozłożona grupa urwistych Rohaczów (...), ku wschodowi Tatry Wysokie przedstawiające się jakby olbrzymia wyspa skalista...”. Na północno-zachodnim horyzoncie widoczna jest Babia Góra. W zachodnim kierunku widok na leżące poniżej Rohackie Stawy.
Przez polskich pasterzy szczyt ten nazywany był przeważnie Hrubym Wierchem. Taką nazwę tego szczytu podaje Ludwik Zejszner, który utrzymywał stałe kontakty z ludnością góralską. Słowaccy pasterze nazywali go Wołowcem i ta nazwa zwyciężyła, gdyż znalazła się na mapach sporządzonych przez austriackich kartografów. Z map tych nazwę wzięli polscy badacze Tatr i turyści, od nich przewodnicy zakopiańscy, którzy ją rozpowszechnili. Pierwsze odnotowane zimowe wejście zostało dokonane przez węgierskich taterników w 1906 roku – Imre Barczę z towarzyszem.

## Szlaki turystyczne
Przez szczyt przechodzą dwa szlaki turystyczne, trzeci dołącza do niebieskiego na północnym grzbiecie:
 – niebieski szlak, prowadzący boczną granią z Grzesia przez Długi Upłaz i Rakoń na Wołowiec, a dalej wspólnie z czerwonym na Jamnicką Przełęcz i do Doliny Jamnickiej.
- Czas przejścia z Grzesia na Wołowiec: 1:40 h, ↓ 1:25 h
- Czas przejścia z Wołowca do rozdroża w Dolinie Jamnickiej: 1:35 h, ↑ 2:05 h

 – czerwony szlak biegnący główną granią, prowadzący z Rohaczy przez Smutną Przełęcz na Wołowiec (od Jamnickiej Przełęczy razem z niebieskim), a dalej wzdłuż granicy na Łopatę, Jarząbczy Wierch i Kończysty Wierch.
- Czas przejścia z Rohacza Ostrego na Wołowiec: 1:00 h, z powrotem tyle samo
- Czas przejścia z Wołowca na Jarząbczy Wierch: 1:50  h, z powrotem 1:45 h

  – zielony szlak z Polany Chochołowskiej przez Dolinę Chochołowską Wyżnią, wyprowadzający na grzbiet pomiędzy Rakoniem a Wołowcem. Stąd dalej szlakiem niebieskim. Czas przejścia: 2:30 h, ↓ 2:05 h
Szlaki wejściowe (oprócz szlaku przez Rohacze) są pozbawione większych trudności, natomiast wymagają pokonania stosunkowo dużej odległości i różnicy wzniesień.
Na szczycie odbywa się masowy ruch turystyczny, szczególnie od strony słowackiej – co jest efektem wybudowania w latach 1968–1970 szosy Zuberzec – Zwierówka, która dochodzi do stóp Rakonia i Wołowca. Skutkiem tego jest tzw. erozja turystyczna wokół szczytu.